# Wenchi
Wenchi est une ville et est la capitale du district municipal de Wenchi de la région de Bono dans la ceinture médiane du Ghana. Wenchi est situé à 7,73333 [latitude en degrés décimaux], -2,1 [longitude en degrés décimaux] à une élévation/altitude moyenne de 304 mètres. Wenchi se trouve à 30  km au nord de Techiman et à environ 50 km à l'est de la frontière ivoirienne. Wenchi a une population de 39 187 personnes en 2013. 

## Transport
Wenchi est relié par la route à Techiman et Sunyani et son aéroport, l'aéroport de Sunyani. Wenchi n'est pas desservie par une gare de la Ghana Railway Corporation, mais il a été proposé qu'une ligne soit prolongée jusqu'à Wenchi. Il y a moins de circulation automobile car peu de gens possèdent des voitures et des moteurs.

## Culture
Wenchi célèbre l'Apoo annuel, un festival d'igname en avril/mai. Le point culminant de l'Apoo est le durbar du roi (Omanhene) à travers Wenchi. En août, le festival annuel de l'igname a lieu à Wenchi et marque la fin de la première saison des pluies et de la récolte de l'igname dans les villes de Wenchi et Techiman. En 2019, l'Omanhemaa (reine) de Wenchi était Nana Ntoa Sramangyadua III.

## Sports
Les habitants de Wenchi sont des passionnés de sport ; de nombreux habitants suivent plusieurs équipes sportives basées à Wenchi. L'équipe actuelle de deuxième division est Wenchiman. L'équipe Unity Sporting Club, une académie sportive, est située à Wenchi.

## Éducation
Lycée méthodiste Wenchi .

## Personnes notables
Wenchi est la ville natale et le lieu de naissance de l'ancien Premier ministre ghanéen Kofi Abrefa Busia, qui est né prince de Wenchi et y est enterré. Il y a une rue qui porte son nom, Busia Street. Le professeur George Baffour Gyan est l'actuel député et ministre du plan à la présidence.